# Lacommande
Lacommande är en kommun i departementet Pyrénées-Atlantiques i regionen Nouvelle-Aquitaine i sydvästra Frankrike. Kommunen ligger i kantonen Lasseube som tillhör arrondissementet Oloron-Sainte-Marie. År 2022 hade Lacommande 175 invånare.

## Befolkningsutveckling
Antalet invånare i kommunen Lacommande
| Referens: INSEE |